# 1838 Ursa
1838 Ursa (1971 UC) là một tiểu hành tinh nằm phía ngoài của vành đai chính được phát hiện ngày 20 tháng 10 năm 1971 bởi P. Wild ở Zimmerwald.